# Martina Hyde
Martina Hyde, född 25 december 1866, död 17 maj 1937, var en brittisk bågskytt. Hon deltog vid olympiska sommarspelen 1908.